# 2003年の相撲
2003年の相撲（2003ねんのすもう）は、2003年の相撲関係のできごとについて述べる。

## 大相撲

### できごと
- 1月 - 協会が初めて手掛ける携帯電話サイト『大相撲』の解説を発表。横綱貴乃花引退、一代年寄貴乃花承認。横審委員長に石橋義夫が就任。1月場所後、朝青龍が横綱に昇進。
- 2月 - 年寄名跡を巡る民事訴訟で、6代立浪が1審勝訴。（翌年に7代立浪が逆転勝訴）
- 3月 - 32代式守伊之助が31代木村庄之助に、木村咸喬が33代式守伊之助に昇格。元小結大善引退、年寄富士ヶ根襲名。
- 4月 - 6月に予定されていた韓国公演が新型肺炎（SARS）の影響により延期。年寄山分（元前頭3枚目栃富士）死去、56歳。
- 5月 - 5月場所初日から国技館内で親方衆をゲストに迎えて放送する「どすこいFM」が開始。元関脇安芸乃島引退、年寄藤島襲名。歴代1位の金星16個、三賞19回の記録を残した。
- 7月 - 携帯電話サイト『大相撲』の「着ボイス」に現役力士の声を収録。
- 8月 - 元横綱双羽黒の北尾光司が立浪部屋アドバイザーに就任。1987年12月の廃業以来の角界復帰となる。
- 9月 - 9月場所、江戸開府400年記念イベントを実施。来場者プレゼントとして4日間、クリアファイルを配布。相撲教習所を開放し、「ちゃんこ屋台」を開設。ペアチケットが当たるアンケートなどを行った。テレビ朝日系列で昭和34年から放送されていた『大相撲ダイジェスト』の放送が千秋楽を以て終了した。
- 11月 - 元横綱武蔵丸引退、年寄武蔵丸承認。元前頭筆頭蒼樹山引退、年寄枝川襲名。
- 12月 - 12日に国技館サービス株式会社主催の「お客様感謝の集い」が国技館で行われた。

### 本場所

#### 一月場所（初場所）
両国国技館（東京都）を会場に、初日の1月12日（日）から千秋楽の1月26日（日）までの15日間開催された。
| タイトル     | タイトル     | 人物（所属部屋 出身地） - 成績                                                                                                  |
| ------------ | ------------ | --- |
| 幕内最高優勝 | 幕内最高優勝 | 朝青龍明徳（高砂部屋 モンゴル・ウランバートル出身） - 14勝1敗（2場所連続2回目）                                                 |
| 三賞         | 殊勲賞       | 該当者なし |
| 三賞         | 敢闘賞       | 若の里忍（鳴戸部屋 青森県弘前市出身） - 11勝4敗（7場所ぶり4回目） 春日王克昌（春日山部屋 韓国・ソウル出身） - 10勝5敗（初受賞） |
| 三賞         | 技能賞       | 該当者なし |
| 十両優勝     | 十両優勝     | 朝赤龍太郎（高砂部屋 モンゴル・ウランバートル出身） - 11勝4敗 ※優勝決定戦勝利                                                   |

#### 三月場所（春場所、大阪場所）
大阪府立体育会館（大阪市）を会場に、初日の3月9日（日）から千秋楽の3月23日（日）までの15日間開催された。
| タイトル     | タイトル     | 人物（所属部屋 出身地） - 成績                                             |
| ------------ | ------------ | -------------------------------------------------------------------------- |
| 幕内最高優勝 | 幕内最高優勝 | 千代大海龍二（九重部屋 大分県大分市出身） - 12勝3敗（4場所ぶり3回目）      |
| 三賞         | 殊勲賞       | 該当者なし                                                                 |
| 三賞         | 敢闘賞       | 旭天鵬勝（大島部屋 モンゴル・ナライハ出身） - 9勝6敗（19場所ぶり2回目）    |
| 三賞         | 技能賞       | 高見盛精彦（東関部屋 青森県北津軽郡板柳町出身） - 8勝7敗（4場所ぶり2回目） |
| 十両優勝     | 十両優勝     | 栃栄篤史（春日野部屋 佐賀県佐賀郡富士町出身） - 10勝5敗 ※優勝決定戦勝利    |

#### 五月場所（夏場所）
両国国技館（東京都）を会場に、初日の5月11日（日）から千秋楽の5月25日（日）までの15日間開催された。
| タイトル     | タイトル     | 人物（所属部屋 出身地） - 成績                                                  |
| ------------ | ------------ | ------------------------------------------------------------------------------- |
| 幕内最高優勝 | 幕内最高優勝 | 朝青龍明徳（高砂部屋 モンゴル・ウランバートル出身） - 13勝2敗（2場所ぶり3回目） |
| 三賞         | 殊勲賞       | 旭鷲山昇（大島部屋 モンゴル・ウランバートル出身） - 8勝7敗（初受賞）            |
| 三賞         | 敢闘賞       | 旭天鵬勝（大島部屋 モンゴル・ナライハ出身） - 10勝5敗（2場所連続3回目）         |
| 三賞         | 技能賞       | 安美錦竜児（安治川部屋 青森県西津軽郡深浦町出身） - 11勝4敗（7場所ぶり2回目）   |
| 十両優勝     | 十両優勝     | 玉春日良二（片男波部屋 愛媛県東宇和郡野村町出身） - 12勝3敗                     |

#### 七月場所（名古屋場所）
愛知県体育館（名古屋市）を会場に、初日の7月6日（日）から千秋楽の7月20日（日）までの15日間開催された。
| タイトル     | タイトル     | 人物（所属部屋 出身地） - 成績                                       |
| ------------ | ------------ | -------------------------------------------------------------------- |
| 幕内最高優勝 | 幕内最高優勝 | 魁皇博之（友綱部屋 福岡県直方市出身） - 12勝3敗（12場所ぶり4回目）   |
| 三賞         | 殊勲賞       | 高見盛精彦（東関部屋 青森県北津軽郡板柳町出身） - 9勝6敗（初受賞）   |
| 三賞         | 敢闘賞       | 該当者なし                                                           |
| 三賞         | 技能賞       | 時津海正博（時津風部屋 長崎県福江市出身） - 9勝6敗（9場所ぶり3回目） |
| 十両優勝     | 十両優勝     | 垣添徹（武蔵川部屋 大分県宇佐市出身） - 11勝4敗                      |

#### 九月場所（秋場所）
両国国技館（東京都）を会場に、初日の9月14日（日）から千秋楽の9月28日（日）までの15日間開催された。
| タイトル     | タイトル     | 人物（所属部屋 出身地） - 成績 |
| ------------ | ------------ | --- |
| 幕内最高優勝 | 幕内最高優勝 | 朝青龍明徳（ モンゴル・ウランバートル出身） - 13勝2敗（2場所ぶり4回目）                                                                             |
| 三賞         | 殊勲賞       | 若の里忍（鳴戸部屋 青森県弘前市出身） - 11勝4敗（13場所ぶり4回目）                                                                                  |
| 三賞         | 敢闘賞       | 高見盛精彦（東関部屋 青森県北津軽郡板柳町出身） - 9勝6敗（19場所ぶり2回目） 旭天鵬勝（大島部屋 モンゴル・ナライハ出身） - 10勝5敗（2場所ぶり4回目） |
| 三賞         | 技能賞       | 岩木山竜太（境川部屋 青森県中津軽郡岩木町出身） - 11勝4敗（初受賞）                                                                                 |
| 十両優勝     | 十両優勝     | 豪風旭（尾車部屋 秋田県北秋田郡森吉町出身） - 13勝2敗                                                                                               |

#### 十一月場所（九州場所）
福岡国際センター（福岡市）を会場に、初日の11月9日（日）から千秋楽の11月23日（日）までの15日間開催された。
| タイトル     | タイトル     | 人物（所属部屋 出身地） - 成績 |
| ------------ | ------------ | --- |
| 幕内最高優勝 | 幕内最高優勝 | 栃東大裕（玉ノ井部屋 東京都足立区出身） - 13勝2敗（11場所ぶり2回目）                                                                            |
| 三賞         | 殊勲賞       | 栃乃洋泰一（春日野部屋 石川県七尾市出身） - 8勝7敗（16場所ぶり2回目） 土佐ノ海敏生（伊勢ノ海部屋 高知県安芸市出身） - 10勝5敗（8場所ぶり7回目） |
| 三賞         | 敢闘賞       | 玉乃島新（片男波部屋 福島県西白河郡泉崎村出身） - 10勝5敗（14場所ぶり3回目）                                                                    |
| 三賞         | 技能賞       | 該当者なし |
| 十両優勝     | 十両優勝     | 黒海太（追手風部屋 ジョージア・トビリシ出身） - 10勝5敗                                                                                         |

### 受賞
- 年間最優秀力士賞・年間最多勝：朝青龍明徳（67勝23敗）

### 新弟子検査合格者
四股名が太字の者は現役力士。最高位は引退力士のみ記載。
| 場所     | 主な合格者                     | 四股名         | 最高位     | 最終場所      | 備考             |
| -------- | ------------------------------ | -------------- | ---------- | ------------- | ---------------- |
| 1月場所  | 内田水                         | 普天王水       | 小結       | 2011年1月場所 | 幕下15枚目格付出 |
| 1月場所  | 山本哲博                       | 佐田の富士哲博 | 前頭2枚目  | 2017年5月場所 |                  |
| 1月場所  | 小野正仁                       | 将司昂親       | 前頭8枚目  | 2011年1月場所 |                  |
| 1月場所  | エルデネツォグト・オドゲレル   | 城ノ龍康允     | 十両筆頭   | 2013年9月場所 |                  |
| 3月場所  | 松村要                         | 佐田の海貴士   | （現役）   | （現役）      |                  |
| 3月場所  | 渋谷和佳                       | 富士東和佳     | （現役）   | （現役）      |                  |
| 5月場所  | ヤガーンバートル・バトトゥシグ | 魁猛           | 十両10枚目 | 2022年3月場所 |                  |
| 7月場所  | バダムサンボー・ガンボルド     | 德瀬川正直     | 前頭筆頭   | 2011年1月場所 |                  |
| 7月場所  | バットフー・ナンジッダ         | 鏡桜南二       | 前頭9枚目  | 2023年3月場所 |                  |
| 9月場所  | 恩和图布新                     | 蒼国来栄吉     | 前頭2枚目  | 2020年3月場所 |                  |
| 11月場所 |                                |                |            |               |                  |

### 引退
| 場所     | 主な引退力士   | 最高位     | 初土俵        | 備考                 |
| -------- | -------------- | ---------- | ------------- | -------------------- |
| 1月場所  | 貴乃花光司     | 第65代横綱 | 1988年3月場所 | 年寄「貴乃花」襲名   |
| 3月場所  | 大善尊太       | 小結       | 1981年3月場所 | 年寄「富士ヶ根」襲名 |
| 3月場所  | 須佐の湖善誉   | 十両2枚目  | 1988年3月場所 |                      |
| 5月場所  | 安芸乃島勝巳   | 関脇       | 1982年3月場所 | 年寄「藤島」襲名     |
| 5月場所  | 若東吉信       | 十両13枚目 | 1991年9月場所 |                      |
| 7月場所  |                |            |               |                      |
| 9月場所  |                |            |               |                      |
| 11月場所 | 武蔵丸光洋     | 第67代横綱 | 1989年9月場所 | 年寄「武蔵丸」襲名   |
| 11月場所 | 蒼樹山秀樹     | 前頭筆頭   | 1985年3月場所 | 年寄「枝川」襲名     |
| 11月場所 | 戦闘竜扁利     | 前頭12枚目 | 1988年7月場所 |                      |
| 11月場所 | 日出ノ国太子郎 | 十両13枚目 | 1990年3月場所 |                      |

#### 引退相撲興行
- 2月2日 - 貴闘力引退大嶽襲名披露大相撲（両国国技館）[20]
- 5月31日 - 寺尾引退錣山襲名披露大相撲（両国国技館）[21]
- 6月1日 - 貴乃花引退披露大相撲（両国国技館）[22]
- 9月27日 - 肥後ノ海引退木瀬襲名披露大相撲（両国国技館）[23]
- 9月28日 - 湊富士引退立田川襲名披露大相撲（両国国技館）[23]

## 誕生
- 7月8日 - 琴栄峰央起（現役力士、所属：佐渡ヶ嶽部屋）
- 8月22日 - 伯桜鵬哲也（現役力士、所属：宮城野部屋→伊勢ヶ濱部屋）
- 8月22日 - 若ノ勝栄道（現役力士、所属：常盤山部屋）
- 10月6日 - 大辻理紀（現役力士、所属：高田川部屋）

## 死去
- 2月5日 - 森ノ里信義（最高位：十両10枚目、所属：高砂部屋、* 1924年【大正13年】）
- 2月15日 - 吉村道明（学生横綱、プロレスラー、近畿大学相撲部顧問、* 1926年【大正15年】）
- 2月24日 - 綾錦久五郎（最高位：前頭11枚目、所属：振分部屋→湊川部屋、* 1911年【明治44年】）[24]
- 4月28日 - 栃富士勝健（最高位：前頭3枚目、所属：春日野部屋、年寄：山分、* 1946年【昭和21年】）[25]
- 7月18日 - 嶋錦博（最高位：前頭筆頭、所属：芝田山部屋→高田川部屋→高砂部屋、* 1928年【昭和3年】）[26]
- 10月8日 - 清王洋好造（最高位：十両9枚目、所属：伊勢ヶ濱部屋、* 1960年【昭和35年】）
- 10月22日 - 鬼竜川光雄（最高位：前頭6枚目、所属：粂川部屋→双葉山道場→時津風部屋、* 1923年【大正12年】）[27]
- 10月24日 - 桂川質郎（最高位：前頭筆頭、所属：楯山部屋→伊勢ヶ濱部屋、* 1907年【明治40年】）[28]
- 12月17日 - 富士錦猛光（最高位：小結、所属：高砂部屋、* 1937年【昭和12年】）[29]

## その他
- 12月31日 - 格闘技イベント『K-1 PREMIUM 2003 Dynamite!!』のメインイベントにおいて、元横綱曙太郎がボブ・サップにKO負け（K-1ルール）を喫する。当試合は瞬間視聴率43.0％を記録し、初めて瞬間視聴率でNHK紅白歌合戦を上回った。